# 경주 동부 사적지대
경주 동부 사적지대(慶州 東部 史蹟地帶, 영어: Archaeological Area in Eastern Gyeongju)는 대한민국 경상북도 경주시 황남동에 위치한 유적이다. 동서는 동궁과 월지부터 교동까지, 남북은 월성 남쪽의 남천에서 고분공원 앞 첨성로가 있는 곳까지의 지역이다.

## 현지 안내문
신라의 여러 사적이 모여있는 곳을 보존하기 위해 하나의 단위로 정한 것이다.
동서는 안압지부터 교동까지, 남북은 월성남의 남천에서 고분공원 앞 첨성로가 있는 곳까지가 동부사적지대에 해당한다. 월성, 동궁과 월지, 첨성대, 계림 등이 각각 하나의 사적으로 지정되어있으나, 이들 유적 사이사이에도 무수히 많은 지하유적과 유물이 계속 출토되고 있다. 따라서 신라 도성의 중심지역을 보존하기 위해서 사적지를 연결하여 확대 지정한 것이다.
동궁과 월지, 경주 월성, 첨성대, 계림, 내물왕릉 등 외에도 수십기에 달하는 신라 무덤이 완전한 상태로 보존되어 있다.

## 참고 자료
- 경주 동부 사적지대 - 국가유산청 국가유산포털